# تاريخ النصف بنس

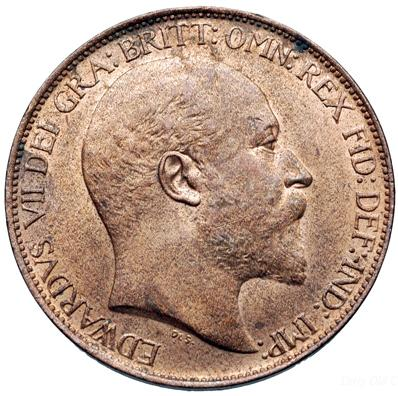
الوجه الأمامي لنصف بنس، يظهر إدوارد السابع

قيمة العملة البريطانية نصف البنس تساوي 1/480 من الجنيه الإسترليني. في البداية، خلال تأريخها الممتد لـ 700 عام، كانت العُملة المعدنية مصنوعة من الفضة، مع زيادة قيمة الفضة، أصبحت العُملة المعدنية مصنوعة من المعادن الأساسية. وتُخلي عنها أخيرًا في عام 1969 كجزء من عملية تحويل العُملة البريطانية إلى نظام العشرية."Halfpenny"، مكتوبة بالعامية ha'penny، نُطقت /ˈheɪpəni/ HAY-pə-nee ؛ تحدث بـ "1 ½ d" على هيئة قرش ha'penny /əˈpɛniˈheɪpni/ أو ثلاثة ha'pence /θriːˈheɪpəns/.
يُعتقد لفترة طويلة إن أول عُملات نصف بنس انتجت في عهد الملك إدوارد الأول (1272-1307)، مع توفير المتطلبات السابقة للتغيير الصغير من خلال "قطع العُملات المعدنية"؛ أي البنسات المقطوعة إلى نصفين أو أرباع، عادةً على طول الصليب الذي يشكل جزءًا بارزًا من ظهر العُملة المعدنية. مع ذلك، اكتشف خبراء الكشف عن المعادن في السنوات الأخيرة بضعة نصف بنسات من عهد الملكين هنري الأول (1100-1135) و هنري الثالث ( 1272– 1216) هي نادرة للغاية ولا يُعرف عنها سوى القليل جدًا؛ و عُثر عليها جميعًا في منطقة لندن، حيث تداولت جنبًا إلى جنب مع العُملات المعدنية المقطوعة الأكثر شيوعًا، وبينما من الممكن أن تكون هذه العُملات المعدنية عبارة عن أنماط أو تجارب، فمن الواضح أنها كانت متداولة. من الممكن أن يكون هناك عُملات معدنية أو إصدارات أخرى لم تكتشف بعد.

## نصف البنسات المبكرة
اكتشف عدد قليل من عُملات النصف بنسات الفضية للملك هنري الأول مؤخرًا. ربما تكون المشكلة عبارة عن نمط أو تجربة، لكن من الواضح  إن العديد من العينات دخلت التداول. يتميز الوجه الأمامي بتمثال نصفي للملك غير متوج، مع نقش HENRIC REX– الملك هنري– بينما يتميز الوجه الخلفي بصليب مع تحديد هوية حامل العُملة GODWIN A ON WI – جودوين وينشستر. لقد ذكر جون من ورسيستر وجيفري من مونماوث حقيقة إن هنري الأول أصدر عُملات نصف بنسات مستديرة.
اكتشف إصدارين من العُملات المعدنية، سُكت في دار سك النقود في لندن. كلاهما على طراز الصليب القصير للملك هنري الثالث، إنتجت بين عامي 1216 و 1247، هما متشابهان في التصميم مع البنسات، لكن بحجم نصفها فقط. يظهر الوجه تمثال نصفي للملك متوجًا يحمل صولجانًا، مع نقش HENRICUS REX، بينما يظهر الوجه الخلفي صليبًا صغيرًا به أربع حبيبات في كل ربع مع نقش الصراف TERRI (أو ELIS) ON LUND – تيري (أو إليس) من لندن.

## عملات نصف بنسات من العصر الإدواردي والعصر الهنريسي
نجح الملك إدوارد الأول (1272-1307) في إدخال نصف البنس كجزء من عُملته الجديدة، مما سمح بزيادة التجارة. كما هو الحال مع جميع العُملات المعدنية في هذه الفترة، لم تكن القيمة مكتوبة على العُملة، تساوي وزنها من الفضة؛ بالتالي كان نصف بنس نصف حجم ووزن البنس. تميل جميع عُملات النصف بنسات المطروقة إلى أن يكون من الصعب التعرف عليها لأنها صغيرة، وغالبًا ما تكون مقصوصة، وفي حالة سيئة، غالبًا ما تكون النقوش الموجودة على العُملات المعدنية غير صحيحة بسبب صعوبة صُنع القوالب التي كانت صغيرة بما يكفي للفئة. حقيقة إن الملوك إدوارد الثاني، الثالث و الرابع أصدروا أيضًا نصف بنسات تجعل من الصعب التمييز بينهما– بشكل عام، كانت عُملات إدوارد الأول أكبر قليلاً من عُملات خلفائه. كما هو الحال مع الفئات الأخرى، نتجت الغالبية العظمى من العُملات المعدنية في دار سك العُملة في لندن، في برج لندن، وهناك خمس دور سَك أخرى نشطة في عهد إدوارد الأول. تُشير النقوش الموجودة على ظهر العُملة إلى اسم الدار، وتقرأ CIVITAS LONDON أو LONDONIENSIS للندن، وVILLA BRISTOLLIE لبريستول، و CIVITAS LINCOL للينكولن، و NOVI CASTRI لنيوكاسل أبون تاين، و CIVITAS EBORACI ليورك، و VILLA BEREVVICI لبيريك أبون تويد.
يَظهر اسم الملك في النقش الموجود على الوجه، عادةً EDW، أو EDWA، أو EDWR R ANGL DNS HYB، أو RICARD أو HENRI على التوالي لإصدارات الملكين ريتشارد الثاني (1377 – 1399) و هنري الرابع (1399- 1413).
في عهد الملك إدوارد الثاني (1307-1327)، كانت العُملات المعدنية من فئة نصف البنس تُنتج فقط في دور سك العُملة في لندن وبيرويك، ربما كان ذلك بسبب إنتاج كميات كافية منها عندما قَدم والده العُملة الجديدة. الفرق الرئيسي بين عُملات إدوارد الثاني ووالده هو إن النقش الموجود على وجه العُملات المعدنية المنتجة في لندن هو EDWARDUS REX A(NG)، و EDWARDUS REX AN على العُملات المعدنية المنتجة في بيريك.
كانت هناك ثلاث دور سك تعمل بنشاط على إنتاج عُملات نصف البنس في عهد الملك إدوارد الثالث، 1327-1377، في لندن، بيرويك، وريدينج (فيلا رادينجي)، على الرغم من إن عُملات بيريويك و ريدينج نادرة للغاية. النقش المُعتاد على الوجه في هذا العهد هو EDWARDUS REX AN– إدوارد ملك إنجلترا– أو في بعض الأحيان على العُملات السابقة EDWARDUS REX– الملك إدوارد– أو EDWARDUS ANGLIE D أو EDWARDUS DEI GRA R– إدوارد بنعمة الرب الملك. في هذا الوقت كانت العُملات المعدنية الإنجليزية موضع حسد كبير في أوروبا بسبب وزنها ومحتواها المعدني الجيد، نتيجة لذلك نُسخت عُملات النصف بنسات الإنجليزية في القارة؛ هي تشبه في أسلوبها عُملات إدوارد الثالث، ولكن غالبًا ما تقرأ نقش الوجه الأمامي EDWARDIENSIS.
أنتج الملك ريتشارد الثاني (1377– 1399) جميع عُملاته النصف بنسية في دار سك العُملة في لندن. يُقرأ نقش الوجه الأمامي ريتشارد (أو ريكارد) ريكس أنجل– ريتشارد ملك إنجلترا– حول تمثال نصفي للملك في الجهة الأمامية.
من الصعب التعرف على عُملات النصف بنسات الخاصة بالملك هنري الرابع (1399– 1413)، يرجع ذلك أساسًا إلى تعرضها للقص أو التآكل بشكل كبير. يُقرأ نقش الوجه الأمامي HENRIC REX ANGL حول تمثال نصفي أمامي للملك، بينما يُقرأ نقش الوجه الخلفي CIVITAS LONDON. في عام 1412 خُفض وزن نصف البنس من 4.5 حبة (0.29 غرام) إلى 1.5 حبة (0.29 غرام). إلى 3.75 حبة (0.24 غرامًا)، على الرغم من أن العُملات المعدنية كانت تُنتج من نفس القوالب كما في السابق.
من السهل التعرف على عُملات النصف بنسات الخاصة بالملك هنري الخامس (1413– 1422)، التصميم الأساسي ظل كما هو من قبل.
في عهد الملك هنري السادس (1422 – 1461)، كانت العُملات المعدنية من فئة النصف بنسات تُنتج على نطاق واسع في لندن وكاليه (فيلا كاليس)، بصورة أقل شيوعًا في يورك. تعتبر التصميمات استمرارًا لتصميمات هنري السابقة، مع نقش الوجه HENRIC REX ANGL.
تنقسم عُملات النصف بنسات في عهد الملك إدوارد الرابع (1461– 1470) إلى العُملات الثقيلة حتى عام 1464، والتي سُكت في لندن فقط، والعُملات الخفيفة من عام 1464، التي نتجت في لندن، بريستول (فيلا بريستو الآن)، كانتربري (CIVITAS CANTOR)، يورك، و نورويتش (CIVITAS NORWIC). النقش الموجود على الوجه هو EDWARD DI GRA REX.
خلال فترة الحكم الثانية القصيرة للملك هنري السادس (1470– 1471)، انتجت العُملات المعدنية من فئة النصف بنسات في لندن وبريستول. غُير النقش الموجود على الوجه ليقرأ HENRIC DI GRA REX.
إن عُملات النصف بنسات من عهد إدوارد الرابع (1471– 1483) تشبه إلى حد كبير تلك التي كانت في عهده الأول (قبل بضعة أشهر فقط) لكنها كانت تُنتج أيضًا في دورهام (CIVITAS DERAM).
لم ينتج عهد الملك ريتشارد الثالث القصير (1483– 1485) سوى نصف بنسات من دار سك العُملة في لندن. يُقرأ النقش الموجود على الوجه الأمامي: RICARD DI GRA REX، وهو ما يميز العُملات المعدنية عن عُملات ريتشارد الثاني.

## نصف بنسات تيودور
انتجت العُملات المعدنية من فئة نصف البنس في عهد الملك هنري السابع (1485– 1509) في الغالب في لندن، لكن أيضًا في كانتربري و يورك. تختلف عُملات هنري بشكل كبير عن عُملات هنري السابقة، حيث تختلف صورة الملك الأمامية في الأسلوب، و يظهر نقش الوجه "هنريك دي جرا ريكس".
بحلول عهد الملك هنري الثامن، أصبح نصف البنس عُملة ذات أهمية أقل، و بذل جهد أقل لإنتاج طبعات عالية الجودة على فراغات العُملة، مع النتيجة التي مفادها أن العديد من النقوش يصعب قراءتها. تبدو عُملات أول وثاني عُملة له (1509-1526 و 1526-1544) مشابهة لعُملات والده هنري السابع، على الرغم من تغيير النقوش على الوجهين بين العُملتين، من HENRIC DI GRA REX ANGL إلى H DG ROSA SIE SPIA– هنري بفضل الله وردة بلا شوك (Henricus Dei gratia rosa sine spina).
تتميز العُملات المعدنية من فئة النصف بنسات الثالثة (1547– 1544) وبعد الوفاة (1551– 1547) بنصف رأس أكثر واقعية، لكن انتتجت من الفضة المهترئة (1/3 فضة و 2/3 نحاس فقط) و بالتالي فهي عادة في حالة سيئة للغاية.
في عهد الملك إدوارد السادس القصير (1547– 1553) كانت هناك عدة إصدارات من العُملات المعدنية من فئة النصف بنسات. نتجت الإصدار الأول بين أبريل 1547 و يناير 1549 في دار سك العُملة في تاور و بريستول؛ تعتبر منتجات كلتا الدارين نادرة للغاية و تحتوي على تمثال نصفي للملك متوجًا على الوجه، مع نقش EDG ROSA SIN SPIN (أو EDG DG ROSA SIN SPIN على بعض عُملات بريستول) صليب مع CIVITAS LONDON أو CIVITAS BRISTOLI على الوجه الخلفي. انتج الإصدار الأخير من عُملات النصف بنسات في دار سك العُملة بين عامي 1550 و 1553، كان النقش على الوجه الأمامي للعُملة هو EDG ROSA SINE SPINA الذي يحيط بوردة في وسط العُملة، بينما يُظهر الوجه الخلفي CIVITAS LONDON حول الدرع الملكي فوق الصليب. كانت جودة الفضة في هذا الإصدار الأخير من عُملات النصف بنسات رديئة للغاية لدرجة إن العملة كانت تستخدم في كثير من الأحيان كعملة ربع بنسات.
لم يُنتج أي نصف بنس في عهد الملكة ماري الأولى، أو في عهد فيليب و ماري، أو خلال العشرين عامًا الأولى من حكم الملكة إليزابيث الأولى.
انتجت بعض العُملات المعدنية من فئة نصف البنس بكميات كبيرة في إصدارات العُملة الخامسة و السادسة للملكة إليزابيث الأولى (1582– 1600و 1601– 1602). بسبب صغر حجمها، لم تكن تحمل صورة الملكة أو أي نقش عليها، بدلاً من ذلك كان لها باب حديدي على الوجه و صليب على الوجه الخلفي. كما حملت العُملات المعدنية الصادرة في الإصدار السادس علامة دار السك على الوجه الأمامي: الرقم "1" للعُملة الصادرة في عام 1601 و الرقم "2" للعُملة الصادرة في عام 1602.

## نصف بنسات فضية من القرن السابع عشر
عندما اعتلى الملك جيمس الأول العرش الإنجليزي عام 1603، انتجت عُملات نصف البنس خلال العامين الأولين بنفس أسلوب الإصدار السادس للملكة إليزابيث الأولى، على الرغم من وجود علامة الشوك أو الليس. ابتداءً من عام 1604، كان النمط مختلف تمامًا من العُملات المعدنية مع وردة على الوجه و شوك على الوجه الخلفي.
من المدهش، بالنظر إلى التنوع الهائل في العُملات المعدنية من الفئات الأخرى التي نتجت خلال حكمه بين عامي 1625 و 1649، إنه لم يُسك أي نصف بنسات تقريبًا خلال حكم الملك تشارلز الأول. انتج الإصدار الأكثر شيوعًا في دار سك العُملة في البرج وكان به ببساطة وردة على جانبي العُملة. أنتج الإصدار الآخر في دار سك العُملة في أبيريستويث، و يحمل وردة على أحد الجانبين و ريشًا على الجانب الآخر.
نتج نصف البنسات الفضية النهائية تحت رعاية الكومنولث. كانت عُملات النصف بنسات الخاصة بالكومنولث بسيطة للغاية، لم يكن عليها أي نقش على أي من الجانبين، لكن كان عليها درع يحمل صليب القديس جورج على الوجه، و القيثارة الأيرلندية على الوجه الآخر.

## نصف بنسات معدنية أساسية
في السنوات الأولى من حُكم الملك تشارلز الثاني (1660– 1685)، هناك حاجة واضحة إلى عُملات معدنية منخفضة القيمة لتمويل المشتريات اليومية. تُخزن العُملات الفضية من فئة 1 د و2 د، التي صدرت في السنوات القليلة الأولى من الحُكم، كان التجار في العديد من أجزاء البلاد قد لجأوا إلى إصدار عُملات خاصة من المعادن الأساسية؛ في حين كان هذا يُعد جريمة، إلا إن العقوبات كانت ضئيلة في الممارسة العملية، تدرك الحكومة الحاجة إلى مثل هذهِ العُملات التي لم تكن متاحة بشكل قانوني. المشكلة في إنتاج العُملات المعدنية منخفضة القيمة هي إنه إذا كانت القيمة الاسمية أقل من تكلفة الإنتاج (بما في ذلك المعدن)، فإن العملية خسارة وقد تُقص العُملات المعدنية أو صهرها للحصول على محتواها المعدني؛ إذا كانت القيمة الاسمية أعلى، تبدأ العُملات المعدنية المزيفة في الظهور. لم تكن دار السك جاهزة لإنتاج العُملات النحاسية حتى عام 1672؛ و بحلول ذلك الوقت، كانت العُملات الفضية الصغيرة من نوع ماوندي (1 بنسات– 4 بنسات) تُنتج و كانت متداولة على نطاق واسع، لذلك لم ينتج أي بنسات نحاسية، على الرغم من صدور إعلان ملكي في أغسطس 1672 ينص على إصدار عُملات نصف بنسات و ربع بنسات، و إن قيمتها الاسمية مساوية لقيمة المعدن مطروحًا منه تكلفة إنتاجها. كانت العُملات المعدنية الجديدة قانونية بقيمة إجمالية تصل إلى ستة بنسات، و تصور بريطانيا (على غرار دوقة ريتشموند) على الجانب الخلفي. سرعان ما اكتُشف أن دار السك غير قادرة على إنتاج قطع النحاس اللازمة للعُملات المعدنية الجديدة، و استوردت في نهاية المطاف من السويد؛ لتسهيل العُملية، تنازل عن الرسوم الجمركية على استيراد المعدن. وقد تلا ذلك المزيد من التأخيرات، لأسباب ليس أقلها مشاكل النقل، و لم تظهر العُملات المعدنية النصفية الأولى في التداول إلا بعد عيد الميلاد (لم تَنتهِ السنة حتى 24 مارس/آذار في تلك الأيام، لذا كان لا يزال هناك ثلاثة أشهر قبل بداية عام 1673).
لم يُحافظ على فكرة سك العُملات المعدنية بقيمة تساوي تكاليف إنتاجها لفترة طويلة، و اعطى العُملات المعدنية قيمة اسمية أعلى قليلاً من محتواها المعدني، لذلك بدأت العُملات المزيفة في الظهور قريبًا حتمًا.
يتجه رأس تشارلز الثاني إلى اليسار على العُملات النحاسية، و يتجه إلى اليمين على العُملات الفضية.
وزن النصف بنس النحاسي يتراوح بين 10.0 و 12.0 غرامًا و قطرها 28– 31 مليمترًا. النص الموجود على الوجه، حول رأس الملك، هو CAROLVS A CAROLO– تشارلز، ابن تشارلز– بينما يظهر الوجه الخلفي BRITAN NIA حول بريتانيا الجالسة التي تواجه اليسار، و هي تحمل رشاشًا ورمحًا ثلاثي الشعب، مع التأريخ أسفل بريتانيا. انتجت العُملات المعدنية المؤرخة في أعوام 1672، 1673 و 1675.
كانت عُملات النصف بنسات التي أصدرها الملك جيمس الثاني (1685– 1688) مصنوعة من الصفيح مع سدادة مربعة صغيرة من النحاس في المنتصف. إن خصائص التآكل التي يتمتع بها القصدير تعني أن عدداً قليلاً جداً من العُملات المعدنية تبقى في حالة جيدة من الحفظ، و لا يساعد على ذلك التفاعل الكهروكيمياوي بين النحاس و القصدير. الهدف من استخدام القصدير هو إنتاج العُملات المعدنية لتحقيق الربح و في نفس الوقت إنتاج عُملة يصعب تزويرها، و في نفس الوقت مساعدة صناعة تعدين القصدير المتعثرة. يتراوح وزن العُملات المعدنية بين 10.5 و 11.6 غرام، بقطر 28– 30 مليمتر. يُظهر الوجه الأمامي صورة الملك المواجهة لليمين مع نقش IACOBVS SECVNDVS– جيمس الثاني – بينما يُظهر الوجه الخلفي نفس بريطانيا كما كان من قبل. بشكل غير معتاد، لا يظهر التاريخ على الوجه الخلفي و لكن على حافة العُملة المعدنية، التي تحمل نقش تاريخ NVMMORVM FAMVLVS– عُملة مساعدة. انتجت العُملات المعدنية في الأعوام 1685، 1686، و 1687.
في عهد الملك ويليام الثالث و الملكة ماري الثانية المشترك (1689 – 1694)، استمر إنتاج العُملات المعدنية من فئة النصف بنسات المصنوعة من القصدير/النحاس في الأعوام 1689، 1690، 1691، و 1692. مع ذلك، أصبحت العُملات المعدنية المصنوعة من القصدير غير شعبية بشكل متزايد لأن الجمهور لم يشعر بوجود أي قيمة جوهرية في العُملات المعدنية، كما أصبحت مشكلة التآكل واضحة؛ الأسوأ من ذلك، بدأت العُملات المزيفة المصنوعة من الرصاص في الظهور. قبل وفاة الملكة بمرض الجدري مباشرة في عام 1694، كان هناك نصف بنس نحاسي يزن 9.1 – 11.7 جنيه إسترليني. اعيد إدخال غرامات بقطر 28 – 31 ملم. قد نص العقد الخاص بالعُملات الجديدة على أن يكون النحاس المستخدم إنجليزيًا وأن تضرب العُملات الفارغة في دار السك. من الملاحظ أن عُملات النصف بنسات السويدية النحاسية الخاصة بـ تشارلز الثاني اكتسبت لونًا أحمر غامقًا، اكتسبت عُملات النصف بنسات الخاصة بـ ويليام وماري لونًا أسود، و ربما كان ذلك بسبب الشوائب المُختلفة في النحاس.
النقش الموجود على الوجه هو GVLIELMVS ET MARIA، بينما النقش الموجود على الوجه الخلفي هو BRITANNIA (مع التأريخ الموجود أسفل كلمة Britannia في عام 1694). العُملات المعدنية الصادرة في الفترة من 1689– 1692 تحمل نقشًا على الحافة NVMMORVM FAMVLVS مع التأريخ.
بالنسبة للملك الأرمل ويليام الثالث، استمر إنتاج العُملات المعدنية النصفية بموجب العقد المبرم خلال عهده السابق. و سرعان ما أصبح واضحًا إن الشركات المصنعة كانت في خرق للعقد– لتوفير التكاليف، لم تُصب بعض القطع النقدية بدلاً من سكها فحسب، بل صُبت بعض العُملات نفسها في عملية واحدة. و كانت هناك طرق أخرى تمكن بها المصنعون من توفير النفقات– فقد استخدم العمالة الرخيصة، بما في ذلك الأجانب، الذين لم يكن بعضهم يستطيع تهجئة أو وضع علامات الترقيم بشكل صحيح للكلمات التي كانوا ينقشونها على القوالب. بحلول نهاية العهد، كان مستوى الصناعة و التصميم و إنتاج القوالب الخاصة بالعُملات النحاسية قد هبط إلى أدنى مستوياته، هو أمر غريب لأنه في نفس الوقت كانت الدار تنتج أعلى جودة في العمل في القطع التي كانت تُنتج من فئة الخمس جنيهات و الجنيهين. بحلول عام 1698 كان هناك وفرة في العُملات النحاسية، و اقرر قانون لوقف سك العُملات لمدة عام واحد؛ و يبدو أن هذا القانون لم يكن له تأثير يذكر و استمر الانتشار. كانت هناك محاولات برلمانية أخرى للسيطرة على وفرة العُملات في وقت لاحق.
يَظهر نصف بنس ويليام الثالث مع أنواع مختلفة و متميزة من النقوش لرأس الملك، بريتانيا، و النقوش، مع تدهور الجودة مع تقدم فترة الحكم. كانت العُملات المعدنية مصنوعة من النحاس، و بلغ وزنها من 8.9 إلى 11.5 غرام، بقطر 28– 29 مليمتر. صورة الملك على الوجه الأمامي متجهة نحو اليمين، مع النقش GVLIELMVS TERTIVS– ويليام الثالث. تَظهر عملة بريتانيا على الوجه الخلفي مع نقش BRITANNIA والتأريخ عادةً في الخانة الموجودة أسفل كلمة Britannia. تُنتج العُملات المعدنية سنويًا بين عامي 1695 و 1701.
نتيجة لوفرة العُملات النحاسية، لم تكن هناك حاجة لإنتاج أي نصف بنسات نحاسية في عهد الملكة آن (1701– 1714).

## المملكة المتحدة

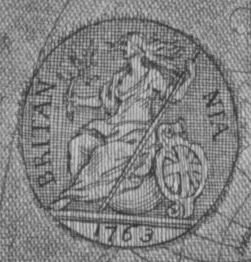
قام هوغارث بنقش شعار بريطانيا هذا بمظهر مشابه على الأرجح لشعار العملات المعدنية اللاحقة عندما قام بتعديل أحد ألواحه.

بعد فترة وجيزة من تولي الملك جورج الأول (1714– 1727) العرش، استُنفدت الفائض من العُملات النحاسية، في عام 1717 وُقع عقد جديد و إصدار أمر ملكي لإنتاج نصف بنس جديد. بدت العُملات المعدنية من فئة نصف البنس التي ضُربت في عامي 1717 و 1718 غريبة بعض الشيء حيث كانت أصغر حجمًا، أكثر سمكًا و أخف وزنًا إلى حد ما من الإصدارات السابقة، حيث بلغ وزنها 9.4– 10.3 غرامًا بقطر 25– 27 مليمترًا، لكنها منقوشة بشكل جيد مع ميزات بارزة لرأس الملك جورج المواجه لليمين و نقش GEORGIVS REX على الوجه، و بريطانيا مع نقش BRITANNIA، التأريخ في الغلاف السفلي لكلمة Britannia. يُعرف إصدار 1717– 1718 باسم نصف البنس المفرغ. بالنسبة لإصدار 1719 – 1724، ازداد حجم العُملة المعدنية إلى 26– 29 ملم، لكن مع نفس وزن المعدن كما كان من قبل.
كانت عُملات النصف بنسات التي أصدرها الملك جورج الثاني (1727 – 1760) هي الأكثر انتشارًا حتى ذلك الوقت، ولكن يجب أن يضاف إليها مجموعة ضخمة من العُملات المزيفة (و قطع مماثلة للعُملات المزيفة و لكن بنقوش مختلفة بشكل ملحوظ عن العُملات الحقيقية، حتى يتمكن المصنعون من تجنب اتهامات التزوير). صُهرت العديد من العُملات المعدنية الأصلية و إنتاج مجسمات صغيرة من المعدن المنصهر. من الصعب على الأشخاص الذين يستخدمون عُملة حديثة منظمة أن يقدروا مدى تأثير التزوير على قيمة العُملة– و لفترات طويلة من الزمن، فاق عدد العُملات المزيفة عدد العُملات الأصلية. انتجت عُملات نصف البنس في جميع الأعوام بين عامي 1729 و 1754، باستثناء عام 1741. وزنهم 9.7 – 10.3 غرامًا و قطرها 28– 30 مليمترًا. يظهر الوجه الأمامي رأس الملك جورج المتجه إلى اليسار و النقش GEORGIVS II REX على الوجه الأمامي، و بريطانيا مع النقش BRITANNIA التأريخ في الغلاف السفلي لكلمة Britannia.

### عملات مزورة

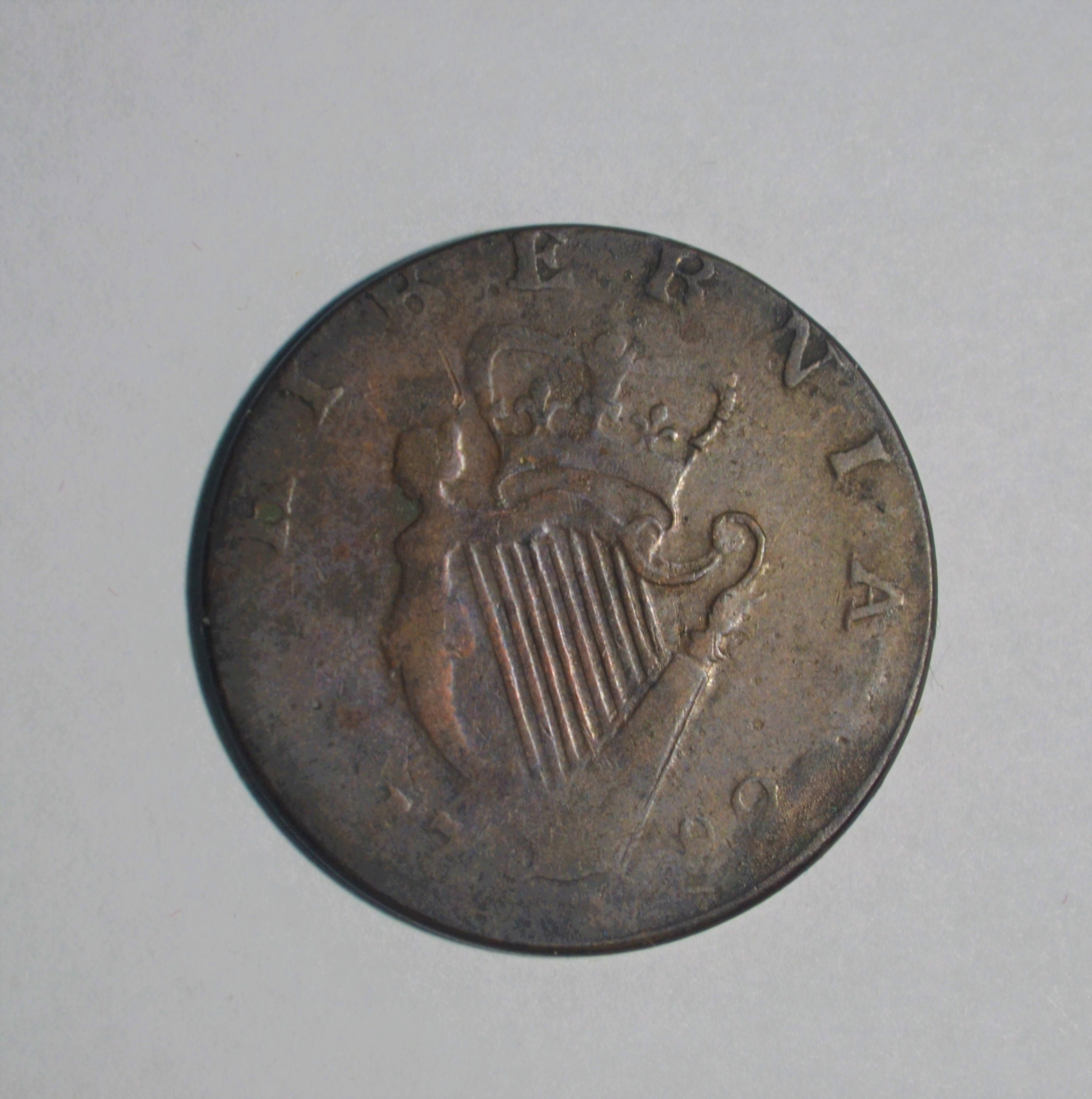
عملة ها'بيني إيرلندية مزيفة

في عهد الملك جورج الثالث (1760– 1820) لم يَصدر أول إصدار للعُملات المعدنية من فئة النصف بنسات إلا بعد مرور 10 سنوات على اعتلاء الملك العرش، أي في عام 1770. كان التزوير متفشياً، في عام 1771 أصبح إصدار العُملات النحاسية المزيفة جريمة خطيرة؛ لكن لم يكن له تأثير كبير، على مدى العشرين عاماً التالية أو نحو ذلك كانت غالبية العُملات النحاسية المتداولة مزورة. في مارس/آذار 1782، أُعدمت امرأة مزورة، و تثبيتها على عمود و حرقها أمام باب المدين في سجن نيوجيت في لندن. في رسالة إلى اللورد هوكسبيري بتأريخ 14 أبريل/نيسان 1789، علق ماثيو بولتون قائلاً: "خلال رحلاتي، لاحظت أنني أتلقى في المتوسط ثلثي نصف بنس مزيف مقابل التغيير في بوابات الرسوم و ما إلى ذلك، و أعتقد إن الشر يتزايد يوميًا، حيث تتداول الأموال المزيفة بواسطة أدنى فئة من المصنعين، الذين يدفعون بها الجزء الرئيسي من أجور الفقراء الذين يعملون لديهم". إن عَقد بولتون في عام 1797 لإنتاج بنسات كارتويل وبنسين، الذي أحبط المزورين، لم يمتد إلى إنتاج نصف البنس، على الرغم من إن بولتون كان يتوقع ذلك، و أعد أنماطًا بالحجم و الوزن المناسبين وفقًا لأفكارهُ حول القيمة الجوهرية للعُملات النحاسية. السبب الذي قدمته الحكومة لحذف الفئة النقدية من العَقد هو إن العدد الكبير من عُملات النصف بنسات الفعلية (بما في ذلك العُملات الرمزية و المزيفة) سوف تُخرج من التداول، و لن يتمكن بولتون من إنتاج ما يكفي من العُملات المعدنية لِتلبية الطلب الذي ينتج عن ذلك. سرعان ما أجبر الطلب العام على عُملات نصف البنس القانونية الحكومة على تغيير رأيها، في عام 1798 صدر عقد مع بولتون لإنتاج عُملات نصف بنس و ربع بنسات مؤرخة عام 1799. مع ذلك، في هذه الأثناء، ارتفع سعر النحاس، و بالتالي انخفض وزن العُملات المعدنية قليلاً، مما أدى إلى عدم شعبيتها كما كان متوقعًا. في عام 1806، قام بولتون بضرب 427.5 طنًا إضافيًا من النحاس في شكل نصف بنسات، و لكن سعر النحاس ارتفع مرة أخرى و كان الوزن أقل حتى من وزن إصدار عام 1799. لكن هذه المرة لم تكن هناك ردود فعل سلبية من جانب الجمهور، ربما يعني هذا إن الهوس الوطني بـ "القيمة الجوهرية" قد انتهى.

### بريطانيا العظمى وما بعدها، 1800-1970

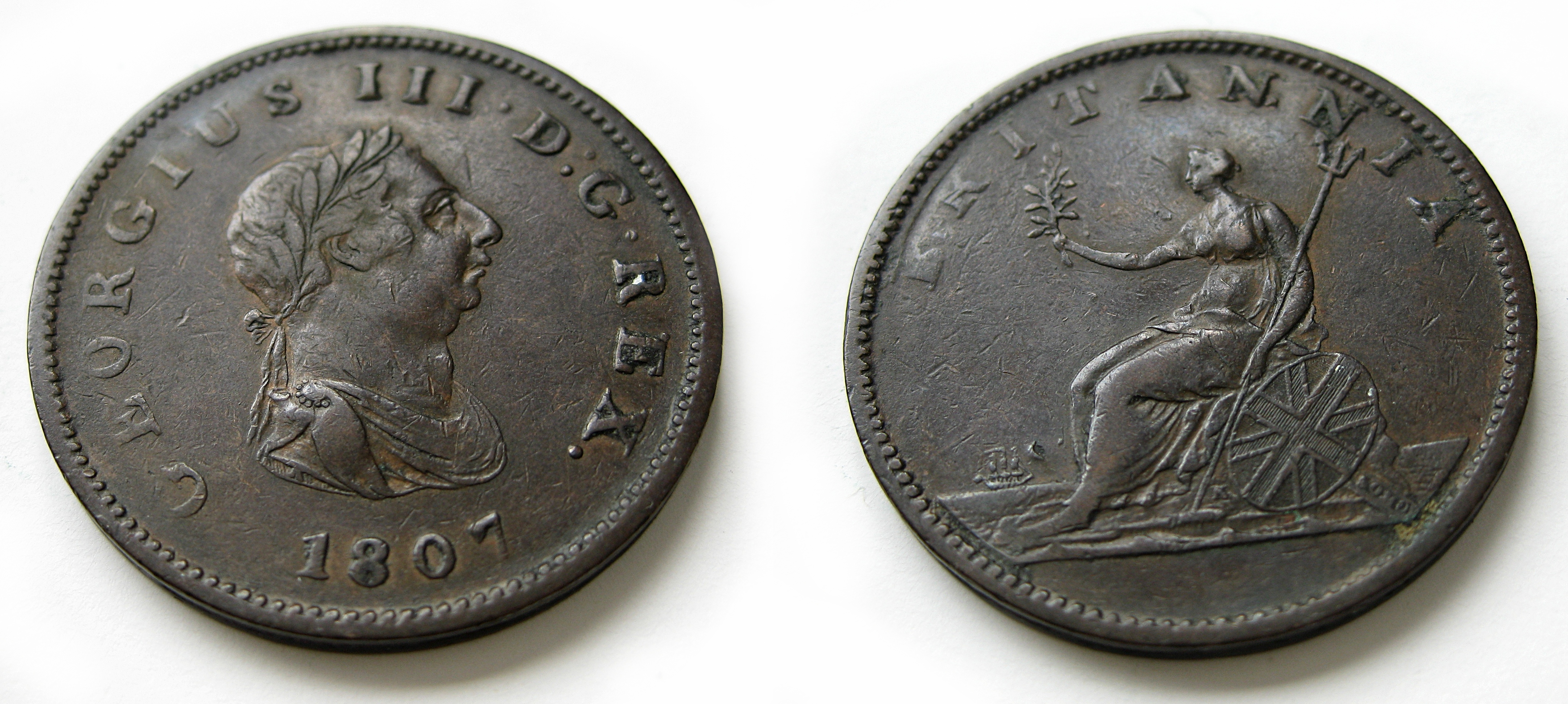
نصف بنس تم ضربه عام 1807 في دار سك العملة في سوهو

انتجت عُملات النصف بنس الخاصة بجورج الثالث في ثلاث مراحل مميزة:
- 1770– 1775 (جميع الأعوام). الوزن 9.2 – 10.8 غرام، قطر 29– 30 مليمتر. يظهر الوجه تمثال نصفي للملك متجهًا إلى اليمين، مع نقش GEORGIVS III REX، ويظهر الوجه الخلفي بريطانيا جالسة متجهة إلى اليسار ممسكة برذاذ و رمح، مع نقش BRITANNIA والتاريخ في الغلاف السفلي لكلمة Britannia. (يبدو أن تمثال الملك كان له وجه أكثر امتلاءً في عامي 1774 و1775).
- 1799. الوزن 12.0 – 13.1 غرام، القطر 30– 31 مليمتر. يظهر الوجه تمثال نصفي للملك متجهًا إلى اليمين، مع نقش GEORGIVS III DEI GRATIA REX، ويظهر الوجه الخلفي صورة بريتانيا أعيد تصميمها جالسة متجهة إلى اليسار و تحمل رذاذاً و رمحًا، مع نقش BRITANNIA 1799.
- 1806– 1807. الوزن 9.2 – 9.8 غرام، قطر 29 ملم. يظهر الوجه تمثال نصفي للملك متجهًا إلى اليمين، مع نقش GEORGIVS III DG REX date، و يظهر الوجه الخلفي بريتانيا جالسة متجهة إلى اليسار مختلفة قليلاً و تمسك برذاذ و رمح، مع نقش BRITANNIA.

بعد انتقال دار السك من برج لندن إلى تاور هيل، أصبح إنتاج العُملات الذهبية و الفضية يحظى بالأولوية على إنتاج العُملات النحاسية. لم يُستأنف إنتاج العُملات النحاسية إلا في عهد الملك جورج الرابع (1820– 1830)، عندما بدأ إنتاج الفرثنغ في عام 1821. لم تصدر عُملات نصف البنس الجديدة حتى 14 نوفمبر 1825 نتيجة لخلاف بين المصمم الأناني بينيديتو بيستروتشي و السلطات، مما أدى إلى دعوة ويليام واين لتصميم العُملات المعدنية بدلاً من ذلك. يمكن اعتبار هذا التأخير أمراً جيداً، حيث تعتبر تصميمات واين بشكل عام من بين العُملات البريطانية الأكثر أناقة. انتج نصف بنس جورج الرابع بين عامي 1825 و 1827، و وزنه 9.1 – 9.5 غرام، بقطر 28 ملم. يُظهر الوجه تمثال نصفي للملك جورج الرابع متوجهًا إلى اليسار مع نقش تاريخ GEORGIUS IV DEI GRATIA، بينما يُظهر الوجه الخلفي بريتانيا جالسة مرتدية خوذة، ترسًا و رمحًا ثلاثي الشعب، مع نقش BRITANNIAR REX FID DEF. كان تفضيل واين هو وضع التأريخ تحت تمثال الملك، و وضع الورد، الشوك و النفل في الوعاء تحت بريطانيا حيث يظهر التاريخ عادةً من قبل.

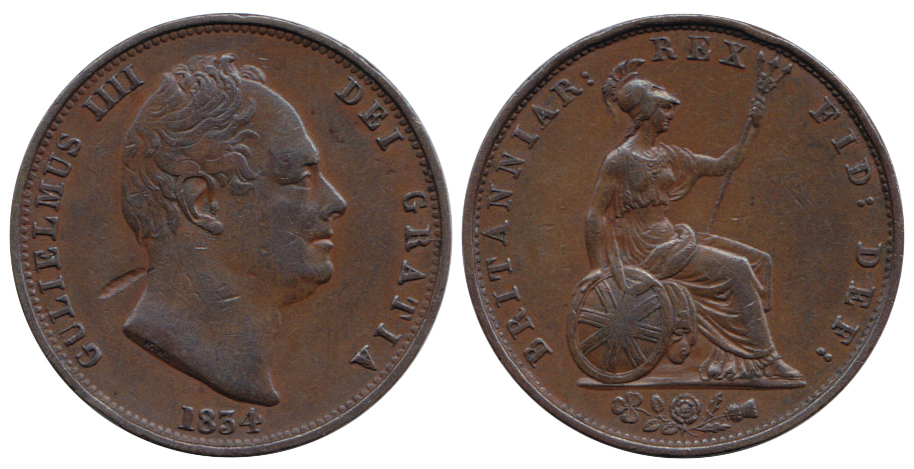
نصف بنس وليام الرابع 1834. نحاس.

يستمر تصميم جورج الرابع على نصف بنس الملك ويليام الرابع (1830– 1837)، الذي انتج في أعوام 1831، 1834 و 1837، لكن مع تمثال نصفي للملك الجديد متجهًا إلى اليمين، مع نقش تاريخ GULIELMUS IIII DEI GRATIA، في حين أن الوجه الخلفي مطابق لعهود الحكم السابقة.

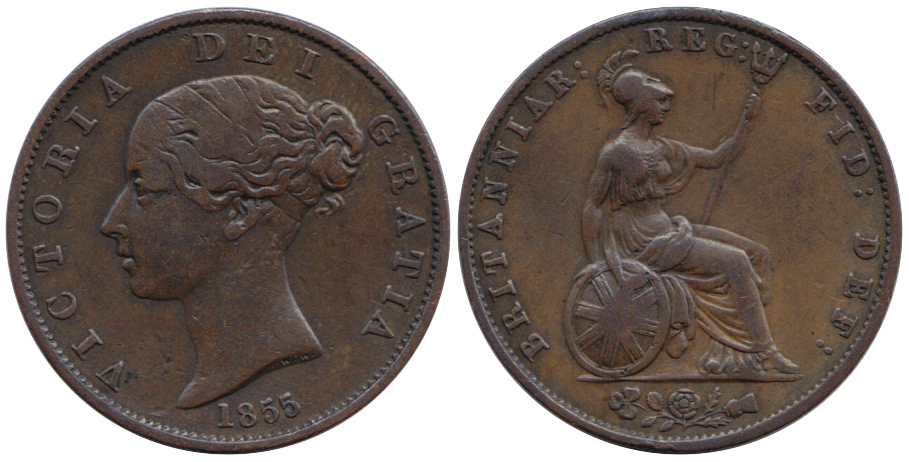
فيكتوريا نصف بنس 1855. نحاس.

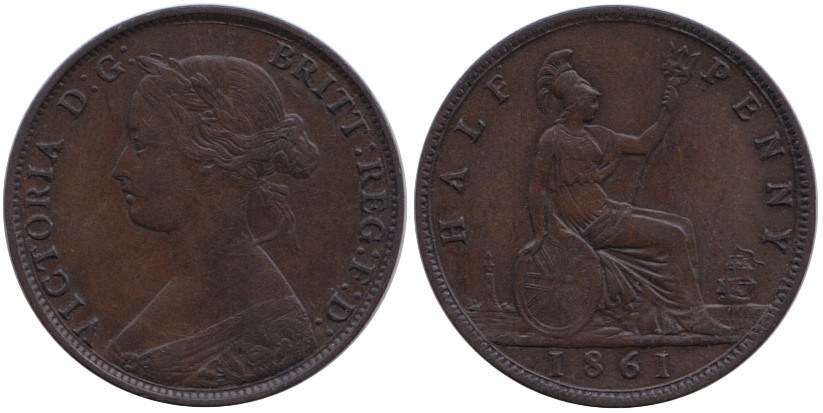
فيكتوريا نصف بنس 1861. برونزي، نوع "الرأس الشاب".

يمكن تقسيم عُملات النصف بنسات التي صدرت في عهد الملكة فيكتوريا الطويل (1837– 1901) بشكل أساسي إلى إصدار النحاس في الفترة من 1838 إلى 1860، حيث كانت قيمة العُملات المعدنية 9.1– 9.5 غرام في الوزن و 28 ملليمتر في القطر، و كانت مشابهة جدا لنصف البنس من سابقتيها (مع الاستبدال الواضح لـ REG بـ REX على الجانب الخلفي)، و الإصدار البرونزي من 1860– 1901 (الذي قُسيم بين عامي 1894 و 1895 إلى عُملات معدنية تعرض "الرأس الشاب" و "الرأس العجوز" للملكة). كانت العُملات البرونزية تزن 5.5 – 5.8 غرامًا و قطرها 25 ملم. كما تضمنت العُملات البرونزية أيضًا فئة HALF PENNY على الوجه الخلفي لأول مرة، مع التأريخ أسفل كلمة Britannia. يُقرأ النقش الموجود على وجه العُملات المعدنية "ذات الرأس الشاب" VICTORIA DG BRITT REG FD، بينما يُقرأ على "الرأس القديم" VICTORIA DEI GRA BRITT REGINA FID DEF IND IMP. بعض عُملات النصف بنسات الصادرة خلال الأعوام 1874– 1876 و 1881– 1882 تحمل علامة دار السك "H" أسفل التأريخ، مما يشير إلى إنها أنتجت في دار سك هيتون في برمنغهام. انتجت العُملات المعدنية من فئة نصف البنس في جميع سنوات حكم فيكتوريا باستثناء الأعوام 1837، 1840، 1842، 1849، و 1850.
نصف بنسات تزن 5.67 غرام (خمس أونصة) و 1 بوصة (25.4 ملم) قطر (الذي ظل الحجم القياسي للعُملة طيلة ما تبقى من وجودها) سُك في جميع سنوات حكم الملك إدوارد السابع (1901– 1910) باستثناء عام 1901. إنها تشبه الإصدارات الأخيرة للملكة فيكتوريا باستثناء تمثال نصفي للملك المواجه لليمين على الوجه، مع النقش EDWARDVS VII DEI GRA BRITT OMN REX FID DEF IND IMP، كما إنها تذكرنا إلى حد كبير بالبنس المعاصر.
أنتج في عهد الملك جورج الخامس عُملات نصف بنس بتصميم ثابت كل عام بين عامي 1911 و 1936. يُظهر الوجه الأمامي صورة الملك متجهة إلى اليسار بواسطة السير بيرترام ماكينال، مع نقش GEORGIVS V DEI GRA BRITT OMN REX FID DEF IND IMP، و رمز بريتانيا المُعتاد المواجه لليمين على الوجه الخلفي. عكس بعض البنسات مِن هذا العهد، لا يوجد نصف بنسات تَحمل علامات دار سَك العُملة الإقليمية. عانت أنصاف البنسات من هذا العهد إلى حد ما مِن "التشابه" الناجم عن مشاكل الإنتاج عندما تَنتقل صورة أحد الجانبين جزئيًا إلى الجانب الآخر؛ بُذلت جهود لِحل المشكلة بِتعديل صورة الملك في عام 1925، لَم تُحل المشكلة نهائيًا حتى التعديل الثاني عام 1928.
يوجد نصف بنس للملك إدوارد الثامن، على الرغم من إنه بالمعنى الدقيق للكلمة، هذا النمط الذي كان ينتظر الموافقة الملكية في الوقت الذي تنازل فيه الملك عن العرش في ديسمبر/كانون الأول 1936. أصر الملك على استخدام ملفه الشخصي الأيسر على العُملات المعدنية بدلاً من اليمين، الذي كان سيُستخدم لو اتبع التقليد المتبادل الذي يعود إلى الملك تشارلز الثاني؛ يَحمل الوجه نقش EDWARDVS VIII DG BR OMN REX FD IND IMP، لكن في انفصال كامل عن التقليد، سقطت بريتانيا من الخلف لأول مرة منذ عام 1672، و استبدالها بسفينة شراعية، قيل إنها تُمثل Golden Hind الخاصة بسير فرانسيس دريك. ظل هذا العكس قيد الاستخدام طوال الفترة المتبقية من وجود العُملات المعدنية.
انتج نصف بنس بتصميم مماثل لتصميم أخيه في كل عام من عهد الملك جورج السادس. يُقرأ النقش الموجود على الوجه GEORGIVS VI DG BR OMN REX FD IND IMP حتى عام 1948، ثم GEORGIVS VI DG BR OMN REX FIDEI DEF. يُقال إن هناك اختلافات طفيفة في الوجه الخلفي– حجم و موقع السفينة، النقش HALF PENNY و التأريخ الموجود أسفل السفينة– من عام إلى آخر، لكن علماء العُملات يختلفون في الرأي حول ما إذا كان هذا مهمًا بما يكفي لاعتباره اختلافًا في التصميم كل عام، أو مجرد تصميم واحد طوال فترة الحكم.
على النقيض من البنس، أنتجت فترة حُكم الملكة إليزابيث الثانية نصف بنسات سنوياً بين عامي 1953 و 1967، باستثناء عام 1961. الوجه الخلفي هو نفسه كما كان مِن قبل، في حين الوجه الأمامي يَحمل رأس الملكة بِواسطة ماري جيليك، مع نقش ELIZABETH II DEI GRA BRITT OMN REGINA FD في عام 1953، و ELIZABETH II DEI GRATIA REGINA FD لِبقية فترة الحُكم.
لم يعد نصف البنس العُشري عُملة قانونية في عام 1969.
العُملة المعدنية الجديدة من فئة البنس، التي قُدمت عندما بدأ سريان نظام العشرية في العُملات البريطانية في عام 1971، هي في الأساس بنفس حجم العُملة المعدنية من فئة نصف البنس كما كانت موجودة مؤخرًا.

## اتصال الكريكيت
يعتبر Broadhalfpenny Down، هو مكان ذو أهمية كبيرة في تأريخ لعبة الكريكيت، من الأماكن التي حصلت على اسمه من العُملة المعدنية.

## في الثقافة الشعبية
في حلقة من المسلسل التلفزيوني The Avengers عام 1967، بعنوان "لقد قُتِلْت للتو"، جَمع جون ستيد 999,999 نصف بنس قَبل أن يصبح "مليونيرًا بنصف بنس" بفضل السيدة بيل. و يظهر التسلسل أيضًا لقطة مقربة لعُملة نصف بنس من عام 1947.

## روابط خارجية
- العملات البريطانية – معلومات عن العملات البريطانية (من 1656 إلى 1952)